# Opći imovinski zakonik Kneževine Crne Gore
Opći imovinski zakonik Kneževine Crne Gore (izvorno: Opšti imovinski zakonik Knjaževine Crne Gore) od 1. srpnja 1888. godine djelo je hrvatskoga pravnika i znanstvenika dr. Baltazara Bogišića (u Crnoj Gori su ga zvali Valtazar) kojim je, na temelju običajnoga prava Crnogoraca kodificirao imovinsko-vlasničke odnose.  Unatoč tome što je Kraljevina Crna Gora 1918. zbrisana s povijesne karte Bogišićev je Zakonik, zbog svojih pravnih normi, koje su uređivale odnose iz specifičnog života crnogorskoga naroda, ostao na snazi sve do 1946. godine.

## O Zakoniku
Crnogorski knez (orig. Knjaz) Nikola I. Petrović 1873. pozvao je Bogišića da izradi pravnu kodifikaciju propisa za crnogorske imovinsko-vlasničke odnose. Tijekom 15 godina sustavnoga rada na tome projektu, Bogišić je proučavao crnogorske običaje, anketirao Crnogorce, te proučavao povijesne spise. No, u svojem Zakoniku on je inkorporirao i najsuvremenije pravne standarde, poput švicarskih zakonika Code de Grisons i Ciriškog kodeksa, te Građanskog zakonika Kalifornije... 
U povodu svoga rada, Bogišić je navodio kako norme ,,treba da su napisane prosto, jezgrovito i jasno’’.
"Uzeo sam za glavno pravilo to: da me narod može dobro razumijeti i, kad bi god suvišna sažetost morala dovesti nejasnost, tu sam se volio izložiti ukoru da sam mnogoriječiv’’.
Knez Nikola I. na blagdan Blagovijesti, 25. ožujka 1888. godine uoči stupanja na snagu Opšteg imovinskog zakonika, izjavio je (navodimo orig. na crnogorskom): 
"Radi izvanredna zamašaja ovoga Zakonika za sadašnjost i budućnost naroda; radi mnogostrukijeh teškoća i zaprjeka koje se obično u vršenju ovako ogromna preduzeća na svakome koraku sretaju; radi osobite prirode pravila imovinskog Zakonika, koja se tako svestrano tiču i najzapletenijih žica narodnog života: osnova su ovoga Zakonika, koju je spomenuti naučenjak Valtazar Bogišić sam sastavio, nekoliko puta temeljito rasmatrali i prosuđivali domaći i inostrani sudskoj struci vješti ljudi, i sa teorijske i sa praktične strane."
Baltazar Bogišić od 1893. do 1899. bio je crnogorski (prvi) ministar pravosuđa. Pred zgradom Pravnog fakulteta u Podgorici dr. Bogišiću podignut je spomenik.

## Sadržaj Zakonika
Opći imovinski zakonik Kneževine Crne Gore sadrži više od 420 članaka svrstanih u 13 glava: 
- Glava I – Osnovne odredbe (čl. 1-14);
- Glava II – Stvari (čl. 15-27);
- Glava III – Stjecanje i prestanak prava vlasništva (čl. 28-111);
- Glava IV – Zaštita prava vlasništva (čl. 112-130);
- Glava V – Pravo suvlasništva (čl. 131-152);
- Glava VI – Pravo zajedničkog vlasništva (čl. 153-160);
- Glava VII – Etažno vlasništvo (čl. 161-192);
- Glava VIII – Pravo služnosti (čl. 193-249);
- Glava IX – Susjedska prava (čl. 250-268);
- Glava X – Založno pravo (čl. 269-384);
- Glava XI – Državina (čl.385-411);
- Glava XII – Prava stranih osoba (čl. 412-416);
- Glava XIII – Prijelazne i završne odredbe (čl. 417-421).

## Anketa
Tijekom izrade Zakonika, dr. Baltazar Bogišić koristio je i znanstvenu metodu anketiranja, kojim je prikupljao podatke o običajnome crnogorskom pravu. Tim je povodom anketirao i arhimandrita Nićifora Dučića, kulturnog djelatnika i svećenika, oko statusa Crnogorske pravoslavne crkve (citat na crnogorskom jeziku).
- Baltazar Bogišić: "Crnogorska crkva drži li se autokefalna, ako ne, pod čijom jurisdikcijom stoji, pod Patrijarhom carigradskim ili pod Svetim sinodom peterburžskim"?

- Nićifor Dučić: "Posve autokefalna i osobenu jerarhiju ima".

- Baltazar Bogišić: "Stoji li Crnogorska crkva u kakvom odnošaju međusobnih darova sa Sinodom peterburžskim ili s Patrijaršijom carigradskom? Daje li ovomu posljednjemu kakvu godišnju potporu kao što daje Srbija i Grčka? Ima li još kakav drugi odnošaj među njima"?

- Nićifor Dučić: "Uzajamnosti nema, nego što samo Sinod šalje kadkad na ime priloga crkvene stvari, knjiga, odežda itd., što čine iz Rusije često pojedini ljudi... Carigradskom patrijarhu niti je kad što davala Crnogorska crkva, niti sada daje, niti joj je ko što u tome iskao, niti ište. Nema nikakvog drugog odnošaja osim što se u novije vrijeme vladike crnogorske posvećuju u Petrogradu".

- Baltazar Bogišić: "A u kom je odnošaju Crnogorska crkva sa srpskom Patrijaršijom u Karlovcima, a u kakvom s mitropolitom beogradskim, s bugarskim egzarhatom i s drugim autokefalnim crkvama"?

- Nićifor Dučić: "Nema zvanična odnošaja nikakva, nego mir i ljubav".

- Baltazar Bogišić: "Ima li kakav pismeni ugovor među Crnogorskom crkvom i jednom od navedenih pravoslavnih autokefalnih vlasti i crkava kojima su ustanovljena pravila međusobnog odnošaja"?

- Nićifor Dučić: "Nema nikakvog s nikim".

- Baltazar Bogišić: "Da mitropoliti Crnogorski primaju svoju hirotoniju u Petrogradu je li neizbježno pravilo ili to biva iz običaja i rad kojih uzroka? Ako nije pravilo, kakve ustanove postoje u rukopoloženju mitropolita"?

- Nićifor Dučić: "Nije to nikakvo pravilo, nego u novije vrijeme postade običaj iz političkih uzroka, budući da je glava crkve do nedavno bio i glava države, a pak sadašnji mitropolit tek je treći koji se rukopolaže u Petrogradu".[1]

## Vanjske poveznice
- U povodu jubileja 120. godina Opšteg imovinskog zakonika Crne Gore (2008.g.)[neaktivna poveznica]

- Faksimili Zakonika  Arhivirana inačica izvorne stranice od 1. prosinca 2008. (Wayback Machine)